# Eduardo Galeano
Pour les articles homonymes, voir Galeano.
Eduardo Germán María Hughes Galeano, né le 3 septembre 1940 à Montevideo et mort le 13 avril 2015 dans la même ville, est un écrivain, journaliste et dramaturge uruguayen, célèbre pour avoir écrit Les Veines ouvertes de l'Amérique latine.

## Biographie
Eduardo Galeano est issu d’une famille catholique. À quatorze ans, il entre comme débutant au journal socialiste El Sol (es), où il brosse des caricatures d'hommes politiques tout en assurant la chronique des arts et du théâtre. Il est censuré par le président Jorge Pacheco Areco. À vingt ans, il devient chef de rédaction au grand hebdomadaire Marcha et, en 1964, directeur du journal Epoca à Montevideo.
À la suite du coup d'État militaire de 1973, il est emprisonné avec des milliers d'autres opposants, puis s'exile en Argentine. Il fonde à Buenos Aires la revue Crisis qu'il dirige de 1973 à 1976. Après le coup d'Etat de mars 1976 en Argentine, Eduardo Galeano se voit obligé de s'exiler à nouveau, menacé de mort par des « escadrons de la mort ». Il vit à Barcelone, avant de rejoindre l'Uruguay en 1985 au début de la transition démocratique.
Son œuvre la plus connue, Les Veines ouvertes de l'Amérique latine, est un acte d'accusation contre l'exploitation de l'Amérique latine par les puissances étrangères depuis le XVe siècle.
Galeano contribue régulièrement aux magazines anglophones The Progressive (E-U) et New Internationalist (R-U). Il est également publié dans Monthly Review et The Nation (E-U).
Dramaturge à ses heures, il écrit des pièces de théâtre qu'il met lui-même en scène, parfois inspirées d'œuvres romanesques ou poétiques. Elles connaissent un succès moindre et sont très peu éditées, bien que les représentations qu'il organise en Amérique latine sont toujours très bien accueillies.
Il participe à des forums sociaux mondiaux de l'altermondialisme (2001-2005), et fait partie des dix-neuf personnalités qui ont proposé et signé le manifeste de Porto Alegre. Il est membre du comité de parrainage du tribunal Russell sur la Palestine dont les travaux ont commencé le 4 mars 2009.
Galeano a reçu, avec d'autres personnalités, le prix José D'Elía en décembre 2009, octroyé par la confédération syndicale PIT-CNT.
Il meurt à 74 ans, à Montevideo (Uruguay), d'un cancer du poumon.

### Prix et reconnaissance

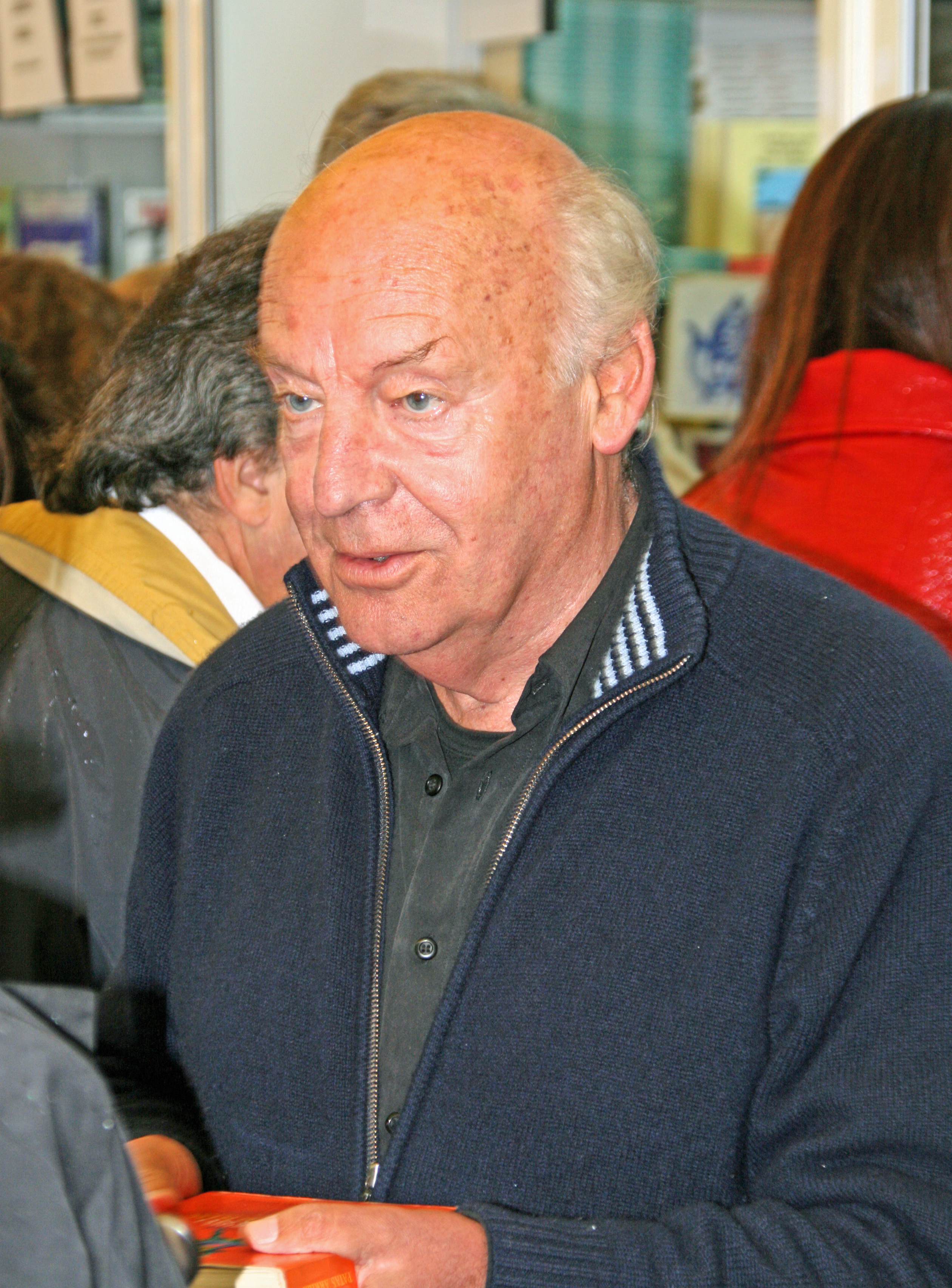
Eduardo Galeano à Madrid en 2008.

- 1975, 1978 : prix Casa de las Américas
- 1982, 1984, 1986 : prix du ministère de la Culture d'Uruguay
- 1989 : American Book Award
- 2009 :
  - Prix José-D'Elía[3]
  - Médaille d'or du Círculo de Bellas Artes (Espagne)[6]
- 2010 : 
  - Prix Stig-Dagerman
  - Prix international de journalisme Manuel-Vázquez-Montalbán (prix décerné par la Fondation du FC Barcelone)
- 2013 : Prix Alba de las letras

## Œuvres

### En espagnol
- Los días siguientes (1962)
- China 1964 : Crónica de un desafío (1964)
- 1967- Los fantasmas del día del léon y otros relatos (fiction)
- Guatemala, pays occupé (1967, littérature historique)
- Reportajes : Tierras de Latinoamérica, otros puntos cardinales, y algo más (1967, littérature historique)
- Siete imágenes de Bolivia (1971, littérature historique)
- Las venas abiertas de América Latina (1971, littérature historique)
- Crónicas latinoamericanas (1972, littérature historique)
- Vagabundo (1973, roman)
- Notre chanson (1975, La canción de nosotros) (roman)
- Conversaciones con Raimon (1977, roman)
- Días y noches de amor y de guerra (1978) (roman)
- La piedra que arde (1980, roman)
- Voces de nuestro tiempo (1981, littérature historique)
- Memorias del fuego I - Los nacimientos (1982)
- Memorias del fuego II - Las caras y las máscaras (1984)
- Contraseña (1985, roman)
- Memorias del fuego III - El siglo del viento (1986)
- Aventuras de los jóvenes dioses (1986, fiction)
- Nosotros decimos no : Crónicas (1963-1988) (1989)
- El libro de los abrazos (1989)
- Las palabras andantes (1993)
- Dos hermanos enemigos en 1793 (1994) (adapté de Quatrevingt-treize, le roman de Victor Hugo)
- El fútbol a sol y sombra (1995)
- Las aventuras de los dioses (1995)
- Patas arriba. La escuela del mundo al revés (1998)
- Bocas del tiempo (2005)
- Espejos (2008)
- Los Hijos de los dias (2012)

### Traductions en français
- Les Veines ouvertes de l'Amérique latine [« Las venas abiertas de América Latina »], Plon, coll. « Terre humaine », 1981, 435 p. (ISBN 978-2-259-00744-3)
- Jours et nuits d'amour et de guerre [« Días y noches de amor y de guerra »], Albin Michel, 1987, 252 p. (ISBN 978-2-226-02899-0)
- Le Football : Ombre et lumière [« El fútbol a sol y sombra »], Climats, 1997, 273 p. (ISBN 978-2-84158-081-1), rééd. éditions Lux, 2014, 315 p.,  (ISBN 978-2-89596-185-7)
- Sens dessus dessous : L'école du monde à l'envers [« Patas arriba:La escuela del mundo al revés »]  (trad. de l'espagnol), Montréal (Québec), Homnisphères, 2004, 990 p. (ISBN 978-2-89596-159-8)
- Paroles vagabondes [« Las palabras andantes »]  (trad. de l'espagnol), Montréal (Québec)/Paris, Lux, 2010, 330 p. (ISBN 978-2-89596-107-9)
- Les Voix du temps [« Bocas del tiempo »]  (trad. de l'espagnol), Montréal (Québec)/Paris, Lux, 2011, 360 p. (ISBN 978-2-89596-122-2)
- Le Livre des étreintes [« El libro de los abrazos »]  (trad. de l'espagnol), Montréal (Québec)/Paris, Lux, 2012, 250 p. (ISBN 978-2-89596-141-3)
- Mémoire du feu : Les naissances ; Les visages et les masques ; Le siècle du vent [« Memorias del fuego : I - Los nacimientos, II - Las caras y las máscaras, III - El siglo del viento »], Lux, 2004, 355 p. (ISBN 978-2-915129-06-9)
- Les Boîtes à mots [« Las palabras andantes »], Éditions Joie de Lire, coll. « Les Versatiles », 2014, 22 p.  (ISBN 978-2-88908-224-7)
- Papagayo [« Historia de la resurrección del papagayo »], Éditions Joie de Lire, coll. « Les Versatiles », 2014, 32 p.  (ISBN 978-2-88908-212-4)

## Citations
“La charité est humiliante parce qu’elle est exercée verticalement par le haut. La solidarité est horizontale et implique le respect mutuel.”